# Gerhard von Thadden
Gerhard von Thadden (* 4. Januar 1829 in Trieglaff, Kreis Greifenberg; † 13. Oktober 1873 in Witzmitz, Kreis Regenwalde) war ein preußischer Rittergutsbesitzer und Politiker.

## Leben

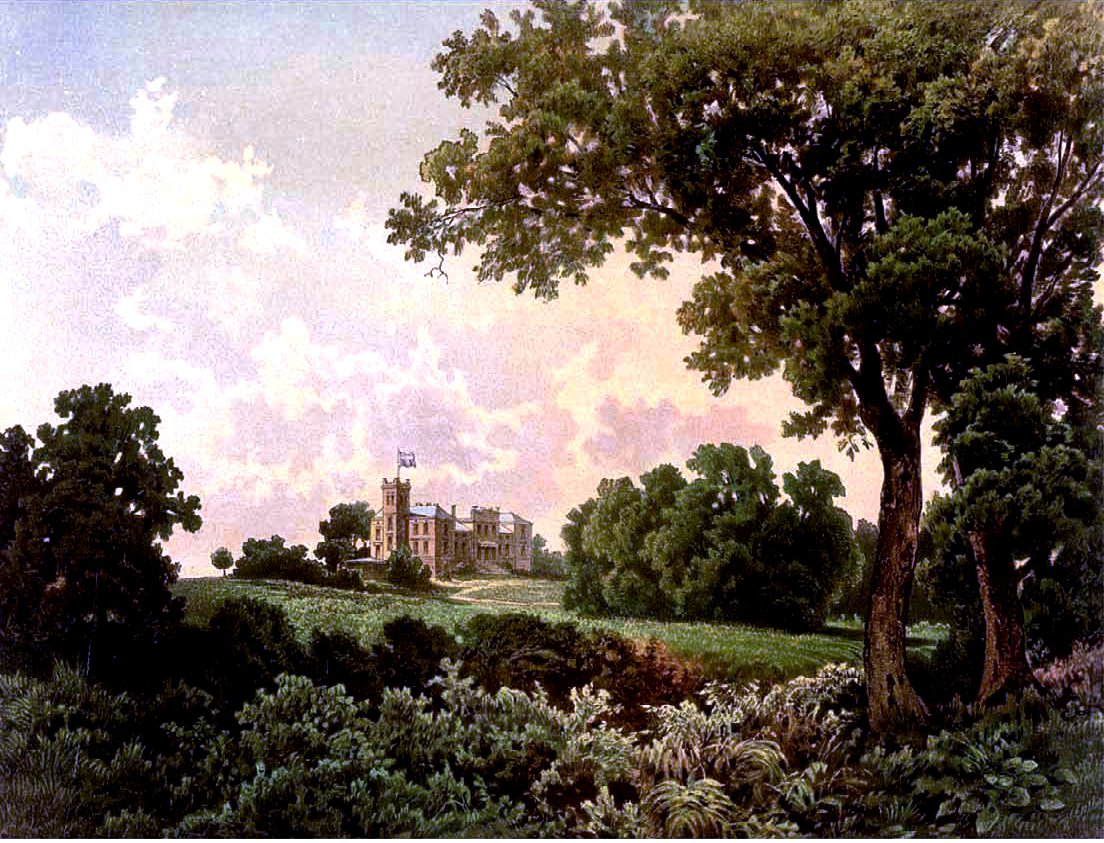
Schloss Vahnerow um 1860, Sammlung Alexander Duncker

Gerhard von Thadden entstammte dem alten pommerschen Adelsgeschlecht der von Thadden. Er studierte Rechtswissenschaft in Berlin und wurde anschließend Kavallerieoffizier. Im Deutschen Krieg von 1866 führte er als Offizier eine Eskadron im 1. Garde-Dragonerregiment. Er war seit 1853 Gutsbesitzer in Vahnerow in Pommern. 1870 und 1871 war er Kommandant des Hauptquartiers des Großherzogs von Mecklenburg.
Von 1867 bis 1871 war er Mitglied des Reichstags des Norddeutschen Bundes für den Wahlkreis Stettin 7 (Greifenberg, Kammin) und die Konservative Partei. In dieser Eigenschaft gehörte er auch seit 1868 dem Zollparlament an.